# Zimtub
Zimtub Zimnicea este o companie producătoare de țevi sudate din România.
Acționarii principali ai Zimtub sunt Interagro și Intergaz, care controlează împreună 33% din capitalul social, în timp ce Flamboyant Ventures Ltd (off-shore din Insulele Balize) deține 13,93% din acțiuni.
De asemenea, Stelian Dragomir are o participație de 18,34%, iar Inter Ferm Fântânele deține 25,86% din Zimtub.
Acțiunile Zimtub se tranzacționează la categoria a doua a Bursei de Valori București sub simbolul ZIM.
Număr de angajați:
- 2009: 220[5]
- 2008: 197[5]

Cifra de afaceri:
- 2007: 29,2 milioane lei (8,7 mil. euro)[6]
- 2006: 26,9 milioane lei[6]